# Margit Boman-Bárány
Margit Boman-Bárány, född 8 november 1909 i Karlstad, död 24 juni 1996, var en svensk psykiater. Hon var gift (1938) med Ernst Bárány och mor till Anders Bárány.
Boman-Bárány blev medicine licentiat vid Uppsala universitet 1940, innehade olika läkarförordnanden på Ulleråkers sjukhus och Akademiska sjukhuset i Uppsala 1939–53, var förste läkare och biträdande överläkare vid Ulleråkers sjukhus 1953 samt överläkare där 1966–74.